# 44-es busz (Debrecen)
A debreceni 44-es jelzésű autóbusz a Nagyállomás - Ozmán utca - Nagyállomás útvonalon közlekedik körjáratként. Útvonala során érinti a Nagyállomást, Debreceni Erőműt, Repülőtért, My-Box-ot és a Kerekestelepi fürdőt.

## Története
1950-ben indult a Rózsa utca és a Repülőtér között. A mai Kabar utcával egy vonalban lévőn nagyobb téren fordultak meg a buszok. 1955. május 9-én kapta meg a 4-es jelzést, addig „repülőtéri viszonylatként” közlekedett. 1959 májusától a Kistemplom elől indult a 4-es busz, két hónappal később pedig meg is szűnt a Rózsa utcai végállomás. 1960-ban már a MÁVAUT állomástól indult, illetve egyes járatok továbbközlekedtek a Vöröshajnal TSZ-ig. 1963-ban a belső végállomás a Béke útjára került, a Vöröshajnal TSZ-ig közlekedő járatok pedig megszűntek. 1964-től napi két pár járat a MÉK-ig közlekedett. 1968. március 18-tól a 4-es busz az átépítés alatt lévő Homokkerti felüljárót kikerülve a Repülőtér - Mikepércsi út - Szabó Kálmán utca - Budai Ézsaiás utca - Wesselényi utca - Teleki utca - Petőfi tér - Béke útja útvonalon közlekedett. Még ebben az évben nyártól a 4-es buszok betértek a Kerekestelepi fürdőhöz. A Homokkerti felüljáró 1973-as átadása után a 4-es busz ismét új útvonalat kapott: MÉK - Repülőtér - Mikepércsi út Kerekestelepi fürdő - Mikepércsi út - Homokkerti felüljáró - Petőfi tér - Piac utca - Kossuth utca - Rózsa utca. 1976-tól a Kerekestelepi fürdőhöz betérő járatok 4Y jelzéssel közlekedtek. 1979. február 24-től a 4-es és 4Y buszok a MÁV állomásig rövidültek. Egyes járatok az ÁFÉSZ autóbontóig közlekedtek. 1993-tól minden járat az Ozmán utcai fordulóig (korábbi MÉK) közlekedett. 1996-ban az Ozmán utcai forduló neve Mikepércsi útra változott. 1997-től minden 4-es busz betért a Kerekestelepi fürdőhöz, így a 4Y busz megszűnt. A felesleges kitérőt 2004-ben megszüntették és visszaállították az 1997 előtti állapotokat, azzal a kivétellel, hogy a 4Y busz a fürdő után nem haladt tovább a Mikepércsi úti forduló felé, hanem visszafordult a Nagyállomás felé. 2008-ban a forduló átkerül a MyBox parkolójába és a neve ismét Ozmán utca lesz. Ebben az időszakban a két járat közös követési ideje 5-7 perc volt. A szolgáltatóváltás következtében ez 7,5 percre nőtt, valamint a járatok száma 44 és 44Y-ra változott. 2010-ben már 10 perc volt. 2011. július 1-jén a 44-es és 44Y buszt összevonták. Innentől kezdve a járatok 44-es jelzéssel körjáratként az alább látható útvonalon közlekednek.

## Járművek
A viszonylaton Alfa Cívis 12 szóló buszok közlekednek, de néha előfordul Alfa Cívis 18.

## Útvonala
| Nagyállomás → Ozmán utca → Nagyállomás |
| --- |
| Nagyállomás vá. – Homokkerti felüljáró – Mikepércsi út – Ozmán utca – Szávay Gyula utca – Hun utca – Mikepércsi út – Homokkerti felüljáró – Nagyállomás vá. |

## Megállóhelyei
| 0  | Nagyállomás végállomás | |
| 2  | Debreceni Erőmű        | 18, 18Y, 42, 47, 47Y, 49, 49Y, Airport1 Helyközi buszok |
| 4  | Leiningen utca         | 18Y, 42, 47, 47Y, 49, 49Y, Airport1 |
| 6  | Bulgár utca            | 47Y, 49, 49Y, Airport1 Helyközi buszok |
| 7  | Hun utca               | 47Y, 49, 49Y, Airport1 |
| 8  | Somlyai utca           | 47Y, 49, 49Y, Airport1 Helyközi buszok |
| 9  | Repülőtér, bejáró út   | 49, 49Y |
| 11 | Ozmán utca             | 49, 49Y Helyközi buszok |
| 12 | Baskir utca            | |
| 13 | Hárs utca              | |
| 15 | Kerekestelepi fürdő    | |
| 17 | Hun utca               | 47Y, 49, 49Y, Airport1 |
| 18 | Bulgár utca            | 47Y, 49, 49Y, Airport1 Helyközi buszok |
| 20 | Leiningen utca         | 18Y, 42, 47, 47Y, 49, 49Y, Airport1 |
| 21 | Debreceni Erőmű        | 18, 18Y, 42, 47, 47Y, 49, 49Y, Airport1 Helyközi buszok |
| 23 | Nagyállomás végállomás | 1, 2 5, 5A 10, 10A, 10Y, 14, 16, 18, 18Y, 21, 30, 30A, 30I, 30N, 37, 39, 42, 42A, 43, 46, 46E, 46H, 47, 47Y, 48, 49, 49Y, 146, A1, Airport1 Helyközi buszok S506 sebesvonat, gyorsvonat, IC, EC, expresszvonat |

## Járatsűrűség
A járatok 4.28 és 22.40 között indulnak. Tanítási időszakban, tanszünetben és hétvégén minden órában indítanak járatokat.
Tanítási időszakban kora reggel 20, reggeli csúcsidőben 7-15 percenként, délutáni csúcsidőben 15, napközben 30 percenként közlekedik. Tanszünetben a menetrend megegyezik a tanítási időszakban lévővel, kivéve a reggeli csúcsidőszakot, amikor is a járatok 15-20 percenként követik egymást. Hétvégén egész nap 30 percenként közlekedik.
Pontos indulási idők itt